# وزارة التجارة الدولية (المملكة المتحدة)
وزارة التجارة الدولية (بالإنجليزية: Department for International Trade) هي الوزارة البريطانية المسؤولة عن إبرام وتوسيع اتفاقيات التجارة بين المملكة المتحدة والدول الأجنبية، وتشجيع الاستثمار الأجنبي وتجارة الصادرات.

## تاريخ
أسست الوزارة من قبل رئيسة الوزراء السابقة تيريزا ماي، بعد فترة وجيزة من توليها منصبه في 13 يوليو 2016 عقب تصويت خروج بريطانيا من الاتحاد الأوروبي. يشغل منصب الوزير حاليا كيمي بادينوك.